# As (Belgia)
As este o comună din regiunea Flandra din Belgia. Comuna este formată din localitățile As și Niel-bij-As. Suprafața totală a comunei este de 22,07 km². La 1 ianuarie 2008 comuna avea o populație totală de 7.605 locuitori. 
1. ↑  Crossroad Bank of Enterprises, accesat în 21 iulie 2023